# Gaurax infecta
Gaurax infecta är en tvåvingeart som först beskrevs av Becker 1916.  Gaurax infecta ingår i släktet Gaurax och familjen fritflugor. Inga underarter finns listade i Catalogue of Life.